# フカサワ温泉
フカサワ温泉（フカサワおんせん）は、山梨県中巨摩郡昭和町（旧国甲斐国）に存在した温泉、日帰り入浴施設の名。施設老朽化を理由に2024年（令和6年）5月31日をもって閉館した。

## 泉質
- ナトリウム炭酸水素塩・塩化物泉
- 源泉温度 46.4℃
- pH 7.3
- 湧出量 310リットル/分

湯は淡い黄褐色。肌に細かい気泡がつく。

## 温泉街
- 同名の日帰り入浴施設がある。

## アクセス
- 中央自動車道 甲府昭和ICより約5分